# Горнобродска кула
Горнобродската кула е емблематична кула в южномакедонското село Горно Броди (Ано Вронду), Гърция.

## Местоположение
Разположена е в югозападната част на селото, в южния край на бившата махала Камара, където в миналото има малък площад с името Долно бърце или Кулата. В съвремието мястото е обикновено уширение - кръстовище, където се събират две улици.

## История и архитектура
Горнобродската часовникова кула е издигната в 1870 година и е дело на местни майстори. По време на Междусъюзническата война селото е опожарено от гръцката армия, а кулата е една от малкото оцелели постройки.
Кулата е дълга около 5,5 метра, широка е около 5,5 метра и е висока около 15 метра. Кулата има три етажа и е градена от каменни блокове и хоросан, като в най-горната част градежът е от тухли. Стените са гладко измазани, но с теение на времето мазилата на много места пострадва. На първия етаж, на североизточната, югоизточната и югозападната стена има големи, тесни и високи, симетрично разположени двойки отвори. Същите отвори, но по-широки, има на втория и на третия етаж, като някои са частично зазидани. Покривът на кулата е постлан с каменни плочи (тикли). На покрива има надстройка от по-малка кула, която представлява свързани с тухлени арки и нисък каменен парапет шест каменни колонки, увенчани с купол, покрит с метални листове.
Личат следи от орнаменти и надписи на подпокривния корниз. Има кръгли отвори по стените под корниза, а между отворите се виждат символи, сред които кръстове и други, направени от тухли, но трудно различими от разстояние. Вратата на Горнобродската кула е метална и е разположена на югоизточната стена, като е повдигната на около 1,5 метра над нивото на земята и до нея се достига по няколко стъпала.

### Часовник
В миналото на третия етаж на кулата има часовник. Все още личат очертанията на циферблата му на северноизточната стена. Часовникът е бил механичен, дело на местните майстори братя Атанас, Димитър и Георги Димкови. Тяхно дело са часовници, които са монтирани на други местя в България и днешна Северна Гърция те са направили уникалния часовник в камбанарията на село Тешово. Към април 1941 година според българските статистики селото е в развалини, над които стърчи оцелялата часовникова кула.
Часовникът в Горнобродската кула е демонтиран, но не се знае къде е отнесен.

### Камбани
Камбаните са един от символите на кулата. Камбаните са четири - една голяма и три по-малки. Две от тях са разположени на третия етаж, а другите са в надстройката. Дело са на местни камбанолеяри. Едната от камбаните на третия етаж е сравнително бедна на орнаменти, като на нея има два надписа - „БРАТЯ Д. АЛЕКСОВИ С. ГОРНО БРОДИ“ и „НАПРАВЕНА ВЪ 1911 Г. 16 ФЕВРУАРИЙ НА ПАРАКЛИСЕ ЖИВОПРИЕМНИЙ ИСТОЧНИКЪ ПРЕСВ. БДЦЬ“. Другата камбана е богато декорирана, като на нея също има два надписа - „СЕЛЦКА БЪЛГ. ЧЕРКОВ. УЧИЛИЩНА ОБЩИНА С. Г. БРД 1906 Г. 8 АПРИЛЪ“ и „МАСТОР МАРИН СТОЯН АЛЕКСЪ С. Г. БРОДИ“.
Голямата камбана е разположена в надстройката на камбанарията и заема по-голямата част от площта ѝ. Камбаната е впечатляваща, с диаметър на отвора около един метър, като е декорирана с изображения на Иисус Христос, Богородица, Свети Димитър и други християнски символи. Основният надпис на голямата камбана гласи „ТѪЗИ КАМБАНА ПРѣЛЯТА СЪ ВОЛНИ ПОМОЩИ ОТЪ НАСЕЛЕНИЕТО НА ХРАМА СВ. ВМ. ДИМИТРIE С. ГОРНО БРОДИ 5 МАРТЪ 1912 Г.“. Над основния надпис има друг, който гласи „БЛАГОВѣСТВУЙ ЗЕМЛЕ РАДОСТЪ ВЕЛИЮ ХВАЛИТЕ НЕБЕСА БОЖИЮ СЛАВУ“. В долната част на камбаната е третият надпис, който гласи „МАЙСТОРИ КАМБАНОЛЕЯРИ БРАТИЯ ГЕОРГИ И СТОЯНЪ Д. АЛЕКСОВИ“.
Малката камбана в надстройката е окачена между две от колонките, като в горната ѝ част е годината на отливането ѝ - 1906. Надолу има плетеница от кръстове и други орнаменти. По-долу има два надписа - „БЪЛГАРЦКА ЧЕРКОВНА ОБЩИНА С. ГОРНО БРОДИ“ и „МАСТОР МАРИН СТОЯН АЛЕКСЪ С. Г. БРОДИ“.